# FIFA International Soccer
FIFA International Soccer var det första datorspelet i FIFA-serien, utvecklat av Extended Play Productions och utgivet av Electronic Arts. Spelet släpptes 15 juli 1993 till Mega Drive/Genesis, Master System, Sega CD (som "FIFA International Soccer Championship Edition"), Game Gear, SNES, DOS, Amiga, 3DO och Game Boy. FIFA International Soccer ingick även i Playstation 2-versionen av  FIFA 06 som släpptes 2005.

## Om spelet
Under utvecklingen kallades spelet för EA Soccer och senare även FIFA 94. FIFA International Soccer var det första fotbollsspelet som använde en mer isometrisk vy istället för att se planen rakt från sidan eller ur ett fågelperspektiv. Spelet innehåller bara landslag och använder inga riktiga spelarnamn. En ökänd bugg tillåter spelaren att göra mål genom att stå framför målvakten så att bollen studsar på honom och in i nätet. Sega CD-versionen släpptes under titeln "FIFA International Soccer Championship Edition" och innehåller funktioner som används i FIFA 95. Det är en mycket polerad version av originalet. Den grafikmässigt mest avancerade versionen är dock den till 3DO. Spelets slogan är: "FIFA International Soccer has it all... experience sheer brilliance".

## Mottagande
FIFA International Soccer fick mest positiva omdömen av pressen. Bland annat gav både Video Games & Computer Entertainment och GamePro spelet betyget 10 av 10. Tidningen The Video Game Critic, som också gav spelet högsta betyg, skrev att "Oavsett om du spelar ensam eller om ni är fem vänner är spelet alltid intensivt, framför allt runt straffområdet. Men vad som överraskar mest är det fantastiska ljudet".

## Utvecklare
- Programmering: Jan Tian, Brian Plank, Kevin Pickell
- Grafik och bild: George Ashcroft, Dianna Davies, David Adams, Germić Suzan, Mike Smith
- Musik och ljud: Jeff van Dyck
- Producent: Bruce McMillan
- Biträdande Producent: Marc Aubanel
- Utvecklingsregissörer: Joey Della Savia, Ken Lam
- Produktchefer: Neil Thewarapperuma, Chip Lange